# كأس الجامعة التونسية للكرة الطائرة للرجال
كأس الجامعة التونسية للكرة الطائرة للرجال هي واحدة من المسابقات الرئيسية المهتمة برياضة الكرة الطائرة في تونس. تأسست الكأس في 2020، وتجمع بين الأندية الأربعة التي انسحبت من ربع نهائي البطولة الوطنية للكرة الطائرة، وتشرف على تنظيمها الجامعة التونسية للكرة الطائرة.
الفريق الأكثر تتويجا هو سعيدية سيدي بوسعيد ب3 ألقاب.

## سجل النتائج
| - 2021: سعيدية سيدي بوسعيد. - 2022: سعيدية سيدي بوسعيد. - 2023: المولدية الرياضية ببوسالم. - 2024: سعيدية سيدي بوسعيد. - 2025: |

## عدد مرات الفوز
| النادي                    | عدد مرات الفوز |
| ------------------------- | -------------- |
| سعيدية سيدي بوسعيد        | 3              |
| المولدية الرياضية ببوسالم | 1              |

## مقالات ذات صلة
- كأس الجامعة التونسية للكرة الطائرة للسيدات
- الجامعة التونسية للكرة الطائرة

## روابط خارجية
- الموقع الرسمي للجامعة.